# Vlag van het Noordelijk Territorium

Vlag van het Noordelijk Territorium (ratio: 1:2)

De vlag van het Noordelijk Territorium is in gebruik sinds 1978. Het Noordelijk Territorium bestaat al sinds 1911, maar kon zijn eerste vlag niet hijsen tot de huidige vorm van zelfbestuur verworven sinds 1978.

## Geschiedenis
De vlag van het Noordelijk Territorium is voor het eerst officieel erkend en gehesen tijdens een ceremonie, die het verkregen zelfbestuur vierde. Dit gebeurde in Darwin, de hoofdstad van het Noordelijk Territorium, op 1 juli 1978. Omdat het Noordelijk territorium nooit een koloniale status of een eerdere vlag heeft gehad, werd er besloten dat er een origineel ontwerp zou worden ontworpen. De vlag is ontworpen door Robert Ingpen, een prominent artiest oorspronkelijk uit Drysdale. Ingpen gebruikte een aantal ontwerpen ingezonden door het publiek als basis voor zijn uiteindelijk ontwerp.

## Ontwerp
De vlag verschilt van de meeste andere vlaggen van de Australische staten, door het ontbreken van het Britse Blue Ensign. Daarnaast bevat het wel het sterrenbeeld Zuiderkruis (afgebeeld zoals op de vlag van Victoria). Dit sterrenbeeld staat ook op de vlag van Australië en symboliseert de status van Australisch territorium.
De vlag bestaat uit de officiële kleuren van het Noordelijk Territorium: zwart, wit en oker.
Het okerkleurige deel bevat de Sturt's Desert Rose, de bloem die als embleem voor het territorium dient en de natuurlijke rijkdom van het gebied weerspiegelt. De zeven witte kroonbladeren symboliseren de zes Australische staten en het Noordelijk Territorium.